# Nicolas Gétaz
Nicolas Gétaz (sinh ngày 11 tháng 6 năm 1991) là một cầu thủ bóng đá người Thụy Sĩ hiện tại thi đấu cho FC Lausanne-Sport.